# Doliće (Chorwacja)
Doliće – wieś w Chorwacji, w żupanii krapińsko-zagorskiej, w mieście Krapina. W 2011 roku liczyła 436 mieszkańców.